# Panj
Panj je zaprta struktura, v kateri nekatere vrste medonosnih čebel (Apis) živijo in se razmnožujejo. Čeprav se beseda panj običajno uporablja za opis gnezda katerekoli čebelje kolonije, znanstvena in strokovna literatura razlikuje gnezdo in panj. Gnezdo se uporablja v razpravah o divjih kolonijah. Panj se uporablja za opis umetne/človeške strukture za medonosno čebelje gnezdo. Več vrst čebel živi v kolonijah, vendar se glavni medonosni vrsti, domača čebela (Apis mellifera) in vzhodna medonosna čebela (Apis cerana), goji v panjih.
Notranja struktura gnezda je iz satovja, gosto pakiranih skupin heksagonalnih prizmatičnih celic iz čebeljega voska. Čebele uporabljajo te celice za shranjevanje hrane (medu in peloda) in za bivanje mladičev (jajčec, ličink in bub). Panji čebel služijo več namenom: proizvodnji medu in oskrbi čebel. V Ameriki se panji pogosto prevažajo, da lahko čebele oprašujejo pridelke tudi na drugih območjih. Patentiranih je več oblik panjev.
Anton Janša je po prihodu z izobraževanja na Dunaju nazaj na Kranjsko leta 1775 zasnoval nov tip panja na podlagi gorenjskih panjev prve polovice 18. stoletja. Na njegovem patentu je nato nastalo še več drugih različic panjev.